# 10 beste NBA-teams aller tijden
De 10 beste NBA-teams aller tijden is door een Amerikaanse media samengestelde top 10 van beste NBA-teams aller tijden. De top 10 werd gepubliceerd tijdens de prijsuitreiking bij het 50-jarige bestaan van de NBA in 1996. In deze top 10 gaat het niet om de clubnamen, maar om de teams zoals die in één seizoen actief waren. In de lijst is geen rangschikking aangebracht. De volgende teams behoren tot de 10 beste teams in de historie van de NBA (in chronologische volgorde):
- Boston Celtics 1964-1965. Wonnen 62 wedstrijden en verloren 18 wedstrijden (winst-verliespercentage van .775) in het reguliere seizoen. Versloegen de Los Angeles Lakers met 4-1 in de NBA-finale van 1965.
- Philadelphia 76ers 1966-1967. Wonnen 68 wedstrijden en verloren 13 wedstrijden (winst-verliespercentage van .840) in het reguliere seizoen. Versloegen de San Francisco Warriors met 4-2 in de NBA-finale van 1967.
- New York Knicks 1969-1970. Wonnen 68 wedstrijden en verloren 14 wedstrijden ((winst-verliespercentage van .840) in het reguliere seizoen. Versloegen de Los Angeles Lakers met 4-3 in de NBA-finale van 1970.
- Los Angeles Lakers 1971-1972. Wonnen 69 wedstrijden en verloren 13 wedstrijden (winst-verliespercentage van .841) in het reguliere seizoen. Versloegen de New York Knicks met 4-1 in de NBA-finale van 1972.
- Philadelphia 76ers 1982-1983. Wonnen 65 wedstrijden en verloren 17 wedstrijden (winst-verliespercentage van .793) in het reguliere seizoen. Versloegen de Los Angeles Lakers met 4-0 in de NBA-finale van 1983.
- Boston Celtics 1985-1986. Wonnen 67 wedstrijden en verloren 15 wedstrijden (winst-verliespercentage van .817) in het reguliere seizoen. Versloegen de Houston Rockets met 4-2 in de NBA-finale van 1986.
- Los Angeles Lakers 1986-1987. Wonnen 65 wedstrijden en verloren 17 wedstrijden (winst-verliespercentage van .793) in het reguliere seizoen. Versloegen de Boston Celtics met 4-2 in de NBA-finale van 1987.
- Detroit Pistons 1988-1989. Wonnen 63 wedstrijden en verloren 19 wedstrijden (winst-verliespercentage van .768) in het reguliere seizoen. Versloegen de Los Angeles Lakers met 4-0 in de NBA-finale van 1989.
- Chicago Bulls 1991-1992. Wonnen 67 wedstrijden en verloren 15 wedstrijden (winst-verliespercentage van .817) in het reguliere seizoen. Versloegen de Portland Trail Blazers met 4-2 in de NBA-finale van 1992.
- Chicago Bulls 1995-1996. Wonnen 72 wedstrijden en verloren 10 wedstrijden (winst-verliespercentage van .878) in het reguliere seizoen, een absoluut NBA-record. Versloegen de Seattle SuperSonics met 4-2 in de NBA-finale van 1996.